# Nara-lijn
De Nara-lijn  (奈良線; Nara-sen) is een spoorweglijn van de West Japan Railway Company (JR West). Het is een van de vele voorstadslijnen in de agglomeratie Osaka-Kobe-Kioto. De lijn vormt een verbinding tussen Kyoto en Kizu in de prefectuur Kyioto, hoewel de lijn in de praktijk doorrijdt tot aan Nara, wat de naam van deze lijn verklaart; het 'officiële' traject ligt in zijn geheel in de prefectuur Kioto. De Nara-lijn wordt vaak gebruikt door toeristen, daar deze een verbinding vormt tussen twee toeristische steden en men de JR Rail Pass kan gebruiken. 

Naast de Nara-lijn van JR West heeft ook Kintetsu een Nara-lijn. Deze loopt echter van Ōsaka naar Nara, terwijl de Kioto-lijn Kioto met Nara verbindt. Om verwarring te voorkomen wordt de Nara-lijn af en toe de JR Nara-lijn genoemd.

## Geschiedenis
Er rijden sinds 1879 treinen op een gedeelte van het traject van de Nara-lijn, waarvan het gedeelte tussen Kioto en Inari het oudst is. In 1896 was de verbinding tussen Kioto en Nara compleet, al reden de treinen na het station Momoyama via het traject van de Kintetsu Kioto-lijn verder naar Kioto (het traject tussen Inari en Kioto werd door de Tōkaidō-lijn gebruikt). Na het gereedkomen van de Higashiyama-tunnel in 1921, werd de Tōkaidō-lijn via deze tunnel naar Kioto geleid en kwam het oude traject beschikbaar voor de Nara-lijn. 

Hoewel de treinen van de Nara-lijn al snel diesellocomotieven kregen, duurde het tot 1984 voordat het gehele traject werd geëlektrificeerd. Pas na de privatisering van de Japanse spoorwegen in 1987 begon de lijn deel uit te maken van het voorstadnetwerk en steeg het belang van de lijn aanzienlijk.

## Treinen
- Miyakoji Kaisoku, (みやこ路快速 intercity) stopt in Kioto, Tōfukuji, Rokujizō, Uji, Jōyō, Tamamizu, Kizu en Nara.
- Kūkan Kaisoku (区間快速, intercity) stopt in Kioto, Tōfukuji, Rokujizō, Uji en daarna op alle stations.
- Kaisoku (快速, sneltrein) stopt in Kioto, Tōfukuji, Rokujizō, Uji, JR Ogura, Shinden, Jōyō, Tamamizu, Kizu en Nara.
- Futsu (普通, stoptrein) stopt op elk station.

## Stations
| Station          | Japans   | Verbindingen | Wijk        | Stad     | Prefectuur |
| ---------------- | -------- | --- | ----------- | -------- | ---------- |
| Kioto            | 京都     | JR West: Tokaido Shinkansen, JR Biwako-lijn, Sagano-lijn (Sanin-lijn), Kosei-lijn Kintetsu: Kioto-lijn Metro van Kioto: Karasuma-lijn | Shimogyō-ku | Kyoto    | Kyioto     |
| Tōfukuji         | 東福寺   | Keihan: Keihan-lijn | Minami-ku   | Kyoto    | Kyioto     |
| Inari            | 稲荷     | | Fushimi-ku  | Kyoto    | Kyioto     |
| JR Fujinomori    | JR藤森   | | Fushimi-ku  | Kyoto    | Kyioto     |
| Momoyama         | 桃山     | | Fushimi-ku  | Kyoto    | Kyioto     |
| Rokujizō         | 六地蔵   | Metro van Kioto: Tōzai-lijn Keihan: Uji-lijn                                                                                          | Uji         | Uji      | Kyioto     |
| Kohata           | 木幡     | | Uji         | Uji      | Kyioto     |
| Ōbaku            | 黄檗     | Keihan: Uji-lijn | Uji         | Uji      | Kyioto     |
| Uji              | 宇治     | | Uji         | Uji      | Kyioto     |
| JR Ogura         | JR小倉   | | Uji         | Uji      | Kyioto     |
| Shinden          | 新田     | Kintetsu: Kioto-lijn (station Ōkubo)                                                                                                  | Uji         | Uji      | Kyioto     |
| Jōyō             | 城陽     | | Jōyō        | Jōyō     | Kyioto     |
| Nagaike          | 長池     | | Jōyō        | Jōyō     | Kyioto     |
| Yamashiro-Aodani | 山城青谷 | | Jōyō        | Jōyō     | Kyioto     |
| Yamashiro-Taga   | 山城多賀 | | Ide         | Ide      | Kyioto     |
| Tamamizu         | 玉水     | | Ide         | Ide      | Kyioto     |
| Tanakura         | 棚倉     | | Kizugawa    | Kizugawa | Kyioto     |
| Kamikoma         | 上狛     | | Kizugawa    | Kizugawa | Kyioto     |
| Kansai-lijn      |          | |             |          |            |
| Kizu             | 木津     | JR West: Gakkentoshi-lijn en de Yamatoji-lijn                                                                                         | Kizugawa    | Kizugawa | Kioto      |
| Narayama         | 平城山   | | Nara        | Nara     | Nara       |
| Nara             | 奈良     | JR West: Yamatoji-lijn en de Sakurai-lijn                                                                                             | Nara        | Nara     | Nara       |

Shinkansen: Sanyō

Hoofdlijn: Hokuriku · Kansai · Kisei · San'in · Sanyō · Takayama · Tōkaidō

Regionaal: Akō · Bantan · Etsumi-Hoku · Fukuchiyama · Fukuen · Gantoku · Geibi · Hakubi · Hibi · Honshi-Bisan · Inbi · Jōhana · Kabe · Kakogawa · Katamachi · Kibi · Kishin · Kisuki · Kure · Kusatsu · Maizuru · Mine · Nanao · Ohama · Oito · Onoda · Sakai · Sakurai · Sanko · Tsuyama · Ube · Uno · Wakayama · Yamaguchi

Voorstadsnetwerk:  Biwako ·  Gakkentoshi (Katamachi) ·  Hanwa ·  Kansai Airport ·  Kobe ·  Kosei ·  Kioto · Nara · Osaka-ringlijn · Osaka Higashi ·  Sagano ·  Tozai ·  Yamatoji · Yumesaki